# Callialaria curvicaulis
Callialaria es un género monotípico de musgos hepáticas perteneciente a la familia Amblystegiaceae. Su única especie es: Callialaria curvicaulis.

## Taxonomía
Callialaria curvicaulis fue descrita por (Jur.) Ochyra y publicado en Journal of the Hattori Botanical Laboratory 67: 219. 1989.
Sinonimia
- Amblystegium curvicaule (Jur.) Lindb.
- Amblystegium filicinum subsp. curvicaule (Jur.) Lindb.
- Amblystegium filicinum var. curvicaule (Jur.) Molendo
- Brachythecium filiforme Jur. ex Limpr.
- Cratoneuron curvicaule (Jur.) G. Roth
- Cratoneuron filicinum subsp. curvicaule (Jur.) Broth.
- Cratoneuron filicinum var. curvicaule (Jur.) Mönk.
- Drepanocladus frigidus G. Roth
- Hygroamblystegium curvicaule (Jur.) Loeske
- Hypnum curvicaule Jur.
- Hypnum filicinum subsp. curvicaule (Jur.) Kindb.
- Hypnum filicinum var. curvicaule (Jur.) Berggr.
- Limnobium curvicaule (Jur.) De Not.